# Литъл Джо 5A
Мисията Литъл Джо 5A (LJ-5A) (на английски: Little Joe 5A) е безпилотен полет по суборбитална траектория. Целта на пуска на ракетата Литъл Джо I е проверка работата на системите на кораба и системата за аварийно спасяване (САС) при аварийно прекратяване полета, създавайки възможно най-неблагоприятните условия.

## Полетът
Литъл Джо 5А е изстрелян на 18 март 1961 г. За мисията се използва космически кораб "Мъркюри № 14". Това е повторение на неуспешния полет Литъл Джо 5, когато двигателите на САС се задействат преждевременно и в крайна сметка капсулата се разбива при удара във водите на Атлантическия океан. И при този полет САС се задейства не по план, но този път е подадена специална команда за разделяне на капсулата с фермите на САС от ракетата-носител. Така се дала възможност за разкриване на спирачния и главния парашут, при което капсулата се приземила с минимални поражения. Тя е използвана в следващия старт - Литъл Джо 5Б – трети полет за постигане на целите.
Полетът продължава 5 минути и 25 секунди, достига височина 12 км и скорост 2869 км/ч. Капсулата се приземява на 29 км от стартовата площадка. Максималното ускорение е 78 м/сек2 (G = 8,0).

## Днес
Капсулата "Мъркюри № 14" днес е изложена във Virginia Air and Space Center, Хемптън, щата Вирджиния.

## Галерия
- Подготовката за старта, март 1961 г.
- Старта, 18 март 1961 г.
- Приводняването.